# Juan Margarit i Pau
Juan Margarit i Pau (Gerona, 1421 – Roma, 21 novembre 1484) è stato un cardinale e vescovo cattolico spagnolo, noto come il cardinal di Gerona.

## Biografia
Juan era il quarto figlio maschio di Joan Margarit, di famiglia aristocratica di secondo ordine, che aveva seguito la carriera militare.
Come figlio cadetto, era già destinato fin dalla più tenera età alla vita religiosa: fu prima chierico di Gerona, poi nel 1434 fu canonico del capitolo della Cattedrale di Gerona. Nel marzo 1437 accompagnò lo zio vescovo Bernardo de Pau al Concilio di Basilea. Si trasferì poi a Bologna per completare gli studi presso la locale Università e risiedette presso il Collegio San Clemente; in quello stesso anno il governatore di Bologna lo incaricò di arbitrare l'elezione del rettore tra due gruppi di studenti del Collegio. Il 2 settembre 1441 fu nominato arcidiacono di Selva, nella diocesi di Gerona. Completò gli studi in legge civile e canonica presso l'Università di Bologna e si laureò in utroque iure nel 1443. Era, inoltre, celebre per le sue conoscenze in teologia, scienze umanistiche e oceanografia.
Vescovo di Elne dal 23 marzo 1453, il 23 settembre 1461 fu nominato vescovo di Gerona. Fu creato cardinale presbitero nel concistoro del 15 novembre 1483 e lo stesso giorno ricevette il titolo dei Santi Vitale, Valeria, Gervasio e Protasio, mentre ricevette la berretta cardinalizia quattro giorni dopo. Il 17 marzo 1484 optò per il titolo di Santa Balbina. Partecipò al conclave del 1484, che elesse papa Innocenzo VIII. Dal nuovo papa fu nominato delegato pontificio per il Regno di Napoli, ma morì prima di prendere possesso dell'incarico.
Morì a Roma il 21 novembre 1484 per calcoli renali; i suoi resti furono trasportati sette ore più tardi nella Basilica di Santa Maria del Popolo e vi fu sepolto. Il cardinale aveva anche fatto costruire una cappella nella Cattedrale di Gerona per esservi sepolto, ma i suoi resti non furono mai portati in Spagna.